# Corylus americana
Corylus americana, el avellano americano, es una especie del género Corylus que es originaria del este de Norteamérica.

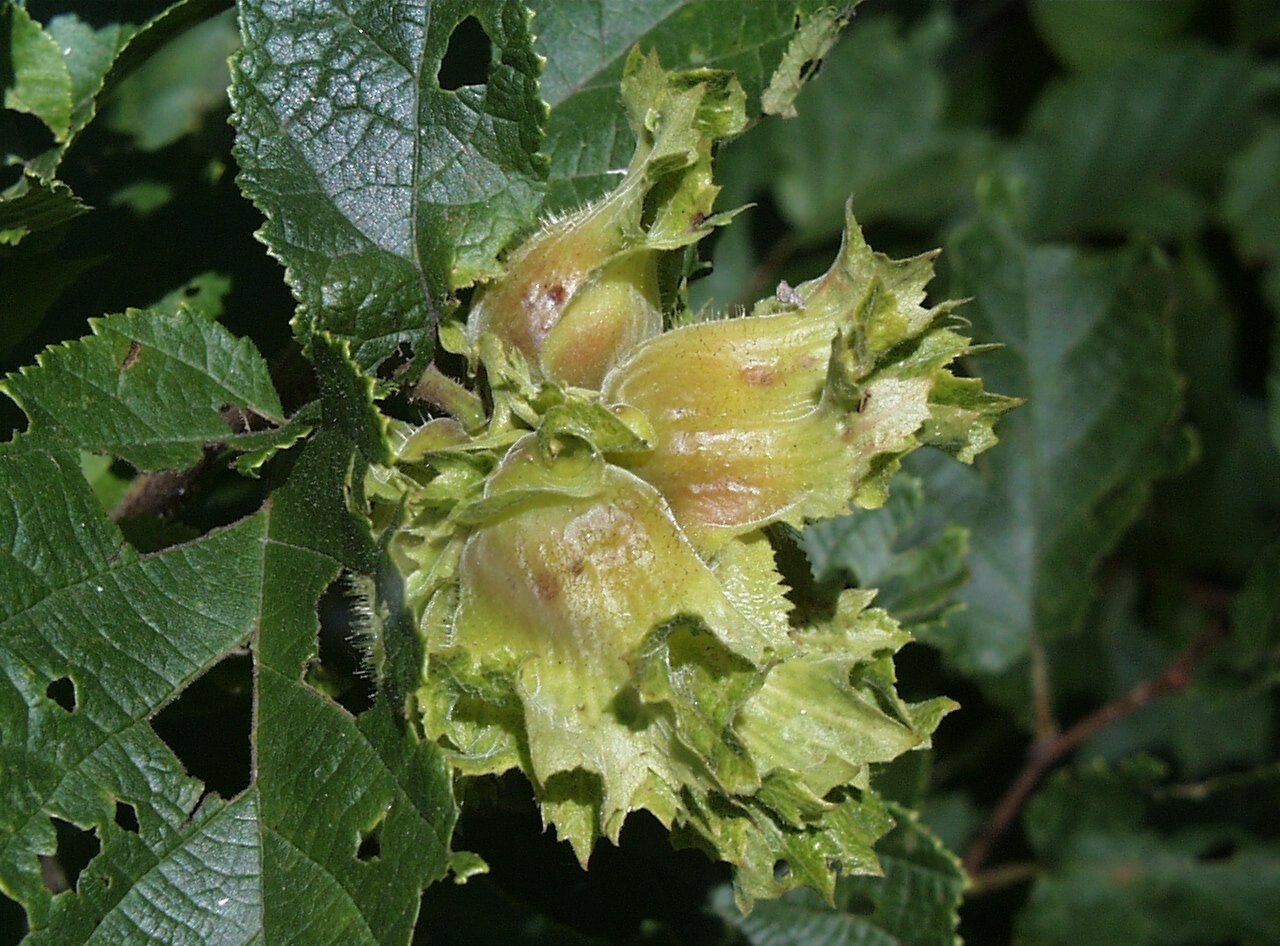
Detalle de las flores

## Descripción
Es un arbusto de tamaño mediano a grande que bajo determinadas condiciones pueden asumir la forma de un árbol pequeño. A menudo es un arbusto con diversos estemas con muchas ramas largas que crecen hacia afuera y adoptan una forma esférica y densa.
El avellano americano crece en un arbusto de muchos estemas fuertes, con nueces comestibles que maduran en los meses de septiembre y octubre. Los entusiastas de la vida salvaje lo plantan para atraer y mantener caza en la zona.
Los avellanos americanos prefieren el pleno sol para un mejor crecimiento y desarrollo. Aunque puede crecer y persiste en sombra parcial, la densidad de plantas y producción de frutos quedan grandemente reducidas. Es una especie de crecimiento medio o rápido.
El avellano americano crece hasta una altura de 2,40 a 3,50 metros. La especie se adapta bien a una variedad de suelos en cuanto a sus tipos y pH, pero lo hace mejor en margas bien drenadas.

## Ecología
Las avellanas producidas por el avellano americano son un alimento de ardillas, ciervo, pavo, pájaros carpinteros, faisanes y otros animales. Los amentos masculinos son un alimento básico para el grévol engolado a lo largo del invierno. 
Las nueces son comestibles crudas, aunque más pequeñas que las avellanas más comúnmente cultivadas. Los nativos americanos usaban a Corylus americana con fines medicinales. Las avellanas se usan también en pasteles, galletas y velas.

## Taxonomía
El género fue descrito por Thomas Walter  y publicado en Flora Caroliniana, secundum... 236. 1788. La especie tipo es:
Sinonimia
- Corylus calyculata Dippel
- Corylus humilis Willd.
- Corylus serotina Dippel
- Corylus virginiana Dippel[3][4]